# Sông Kinh Thầy
Sông Kinh Thầy hay còn gọi là Sông Kinh Thày (瀧巠柴), tên chữ là "Sài Giang" （柴江） hoặc Cổ Châu là một phân lưu của sông Thái Bình, nối sông Thái Bình với các sông vùng Đông Bắc Việt Nam .

## Dòng chảy
Sông dài 44,5 km. Điểm đầu từ ngã ba Nấu Khê 21°03′30″B 106°18′57″Đ / 21,058198°B 106,315945°Đ phường Cổ Thành thành phố Chí Linh, tỉnh Hải Dương, phía nam của ngã ba Mỹ Lộc nơi sông Đuống hội lưu với sông Thái Bình. Điểm cuối là ngã ba Tri Sơn nơi giáp ranh giữa phường Phú Thứ và phường An Lưu (thị xã Kinh Môn, tỉnh Hải Dương). Các loại tàu thuyền có tải trọng 150-250 tấn hoạt động được trên sông trong cả hai mùa.
Tại ngã ba Bến Triều, nó chia nước với sông Mạo Khê. Tại ngã ba Trại Sơn nó chia thành hai sông nhỏ chiều dài khoảng 9 km mỗi sông, có tên gọi là sông Phi Liệt (lại đổ vào sông Mạo Khê một lần nữa, tại ngã ba Bến Đụn, để tạo thành sông Đá Bạch) và sông Hàn để chảy vào sông Kinh Môn tại ngã ba Nống, tạo thành sông Cấm.
Lúc đầu là kênh (kinh) Tây vì nó là con kênh nằm ở phía Tây của Đông Triều, sau là Kính Tây (sông ở phía Tây) đến thời Pháp thuộc vẫn mang tên sông Kinh Tây, từ thế kỷ XX trở lại đây là sông Kinh Thầy.
Trên sông trước đây chỉ có một cây cầu duy nhất bắc qua là cầu Bình nối thành phố Chí Linh với huyện Nam Sách.Giờ đây có thêm cầu Triều và cầu Phúc Sơn.

## Văn học
Sông Kinh Thầy dù chỉ là một trong số hàng trăm con sông thuộc đồng bằng Bắc Bộ song lại được rất nhiều người Việt Nam lớn lên trong thời kỳ chống Mỹ và trước đổi mới biết đến qua bài thơ Hạt gạo làng ta của nhà thơ Trần Đăng Khoa. Đây là một trong những bài thơ và sau là bài hát thuộc nằm lòng của nhiều thế hệ Việt Nam.
"Hạt gạo làng ta

Có vị phù sa

Của sông Kinh Thầy

Có hương sen thơm

Trong hồ nước đầy

Có lời mẹ hát

Ngọt bùi đắng cay

..."
Kinh Thầy - dòng sông với nhiều lớp trầm tích văn hóa đặc sắc góp phần hình thành nên một xứ Đông với những giá trị văn hóa độc đáo và mang ý nghĩa lịch sử to lớn.